# Charles Umlauf
Pour les articles homonymes, voir Umlauf.
Charles Umlauf était un sculpteur américain né à South Haven, dans le Michigan le 17 juillet 1911 et mort en 1994. Il fit ses études aux côtés d'Albin Polasek (en) à l'Institut d'art de Chicago à partir de 1929. Pendant la Grande Dépression, il fut employé par la WPA Federal Art Project. En 1941, il commença à enseigner à l'école d'art de l'université du Texas à Austin, où il resta 40 ans. En 1985, il fit don de sa maison, de son atelier et de ses œuvres à la ville d'Austin, qui créa l'Umlauf Sculpture Garden. 